# Tornsanger
Tornsangeren (latin: Curruca communis) er en 14 centimeter stor spurvefugl, der yngler i det meste af Europa og det vestlige Asien. Om vinteren trækker den sydpå til det tropiske Afrika, Arabien og Indien.
Ligesom andre sangere kendes tornsangeren bedst på sin sang, der som regel er en kort strofe på et sekund: Vil I, vil I bare se!